# Собор Воскресіння Христового (Київ)
Собо́р Воскресі́ння Христового — кафедральний собор УПЦ московського патріархату, що будується в Києві поблизу станції метро Либідська. Настоятель собору — митрополит Київський за версією УПЦ МП Онуфрій Березовський.

## Історія
Після утворення УПЦ МП 1992 року її кафедральний Володимирський собор та митрополича резиденція на вулиці Євгена Чикаленка відійшли до Київського патріархату. Резиденцію Володимира (Сабодана), предстоятеля УПЦ (МП), тієї частини УПЦ, яка залишилася під контролем РПЦ, облаштували в Києво-Печерській лаврі. Функції кафедрального собору стала виконувати Трапезна церква святих Антонія і Феодосія Печерських у Верхній лаврі.
31 травня 2007 року синод УПЦ МП схвалив рішення про будівництво Кафедрального собору на честь Воскресіння Христового.. Настоятелем собору призначено митрополита Київського Володимира (Сабодана), благочинним собору — протоієрея Віталія Русінку, відповідальним за будівництво перед Синодом — митрополита Донецького і Маріупольського Іларіона (Шукала). 2 червня того ж року митрополит Київський Володимир освятив місце будівництва. 14 листопада 2007 року Синод оголосив всеукраїнський збір пожертв на будову собору і схвалив ідею факсимільного видання Пересопницького Євангелія, кошти від реалізації якого будуть направленні на будівництво.
20 квітня 2008 року митрополит Володимир (Сабодан) освятив поблизу майбутнього собору дерев'яну Церкву всіх святих, настоятелем якої було призначено єпископа Переяслав-Хмельницького Олександра (Драбинка). 27 квітня того ж року, на Великдень, на площі перед церквою було відправлено вечірню, що згодом стало щорічною традицією. 19 червня архітектурно-містобудівна рада Києва затвердила проєкт собору. 11 листопада 2008 року Синод утворив Фінансову комісію будівництва собору на чолі з архієпископом Вишгородським Павлом (Лебедем). Його було також призначено головою Піклувальної ради. 9 липня 2009 року замість митрополита Донецького Іларіона відповідальним за будівництво собору було призначено митрополита Черкаського Софронія (Дмитрука). 23 листопада 2009 року поблизу місця будівництва було відкрито галерею «Собору» — експозиційний центр УПЦ.
11 лютого 2010 року митрополит Володимир освятив на будмайданчику бурову техніку й перші дослідні палі. 4 квітня того ж року, на Пасху, предстоятель УПЦ заклав у фундамент кафедрального собору перший камінь з мощами святих і благословенну грамоту на початок будівництва. 16 грудня 2010 року Митрополит Володимир звершив на будівельному майданчику подячний молебень з приводу облаштування останньої палі у фундамент собору. 15 квітня 2011 року Предстоятель УПЦ очолив урочисту церемонію укладання головної фундаментної плити кафедрального собору на честь Воскресіння Христового. 17 квітня 2011 року у Вербну неділю, на будмайданчику завершили укладання ростверку — бетонування монолітної фундаментної плити собору.
24 липня 2013 року в день пам'яті святої рівноапостольної княгині Ольги, Митрополит Володимир (Сабодан) звершив чин малого освячення нижнього храму на честь апостола Андрія Первозванного і рівноапостольного князя Володимира на першому поверсі споруджуваного кафедрального собору.
Під час хвороби митрополита Володимира Сабодана 26 січня 2012 року після доповіді митрополита Вишгородського Павла про результати аудиторської перевірки фінансування будівництва синод звільнив архієпископа Переяслав-Хмельницького Олександра та протоієрея Георгія Коваленка з займаних на будівництві посад. Після повернення митрополита Володимира до справ, у листопаді 2012 року архієпископ Олександр знову згадується на офіційному сайті церкви як настоятель Храму всіх святих.
24 липня 2013 року митрополит Володимир Сабодан звершив чин малого освячення нижнього Свято-Андріє-Володимирського храму Кафедрального собору на честь Воскресіння Христового.

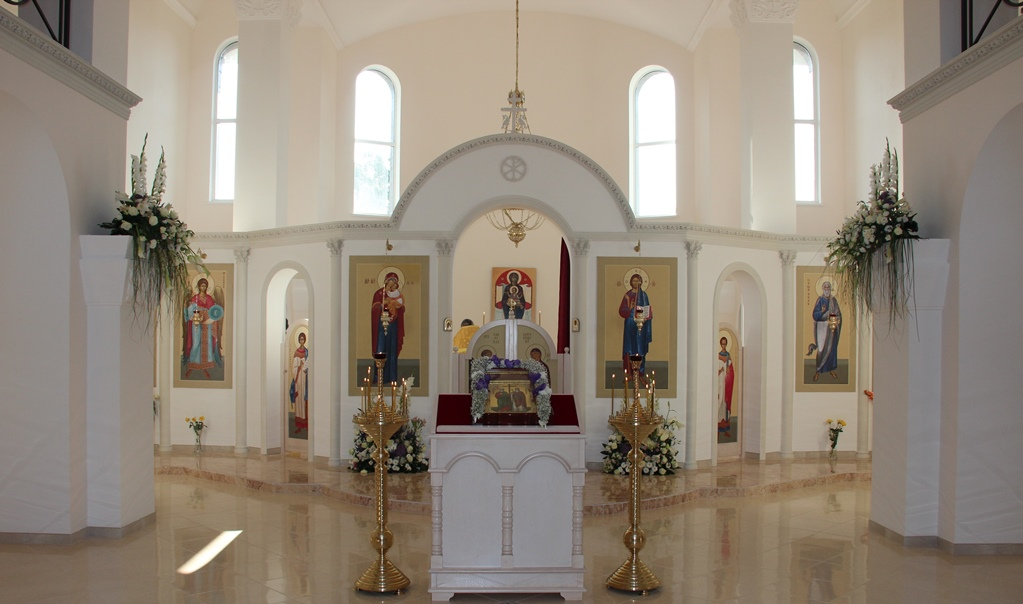
Андріє-Володимирський (нижній) храм Кафедрального собору на честь Воскресіння Христового

## Проєкт
Проєкт Собору Воскресіння Христового розробили в майстерні «Visac» будівельної корпорації «Столиця» на чолі з головним архітектором Калиновським.
Собор мав стати найбільшим у Східній Європі, одночасно там зможуть перебувати 5 000 осіб. Він також має бути найвищим православним храмом Європи, проєктована висота до надкупольного хреста — 120 метрів.
У комплексі з собором споруджують «духовно-просвітницький центр», до якого входитимуть адміністративно-офісні приміщення, конференц-зала на 1000 місць, шість залів для засідань, навчальний заклад, телестудія, готель для прочан на 125 місць, трапезна, спортивна зала, крамниці церковної та сувенірної продукції. Споруджується також чотириярусна дзвіниця й будиночок резиденції настоятеля з окремою церквою, розрахованою на 150 парафіян. Поблизу собору збережуть озеро.